# Cathédrale Saint-Daniel de Celje
Cette  cathédrale n’est pas la seule cathédrale Saint-Daniel.
La cathédrale Saint-Daniel (en slovène : celjska stolnica) est une cathédrale catholique située à Celje, en Slovénie. Elle est le siège du diocèse de Celje.

## Historique
Une petite basilique est attestée dès le XIIe siècle et est remplacée par la cathédrale Saint-Daniel, en 1306. Diverses modifications et agrandissements sont exécutés jusqu'au XVIe siècle : en 1379, le toit voûté en nervures est créé ; en 1413, la chapelle gothique Mater Dolorosa est ajoutée et dédiée par l'évêque de Frisingue Hermann von Cilli (de) et abrite une Pietà en bois, trésor principal de l'église ainsi qu'un autel vénitien datant de 1743.
Au cours de la période baroque, une chapelle dédiée à saint François-Xavier a été ajoutée. De plus, en 2001, une chapelle a été construite et consacrée à l'évêque Anton Martin Slomšek (de). La cathédrale, quant à elle, est dédiée au prophète Daniel de l'Ancien Testament. 

## Architecture intérieure
La nef a un toit plat, les plafonds sont décorés de fresques du XVe siècle, mais celles du chœur sont plus anciennes que celles de la nef : le fragment de la figure du Christ au milieu du plafond du chœur pourrait même dater du XIVe siècle. D'autres fresques représentent les Rois mages
La peinture du chœur est de Michael Rosenberger, un artiste qui l'a restauré en 1851. En 1858, le style néo-gothique s'impose concernant la cathédrale.
Le 39e évêque de Frisingue, Hermann von Cilli (de), décédé à Celje le 13 décembre 1421, est enterré dans l'église.

## Galerie

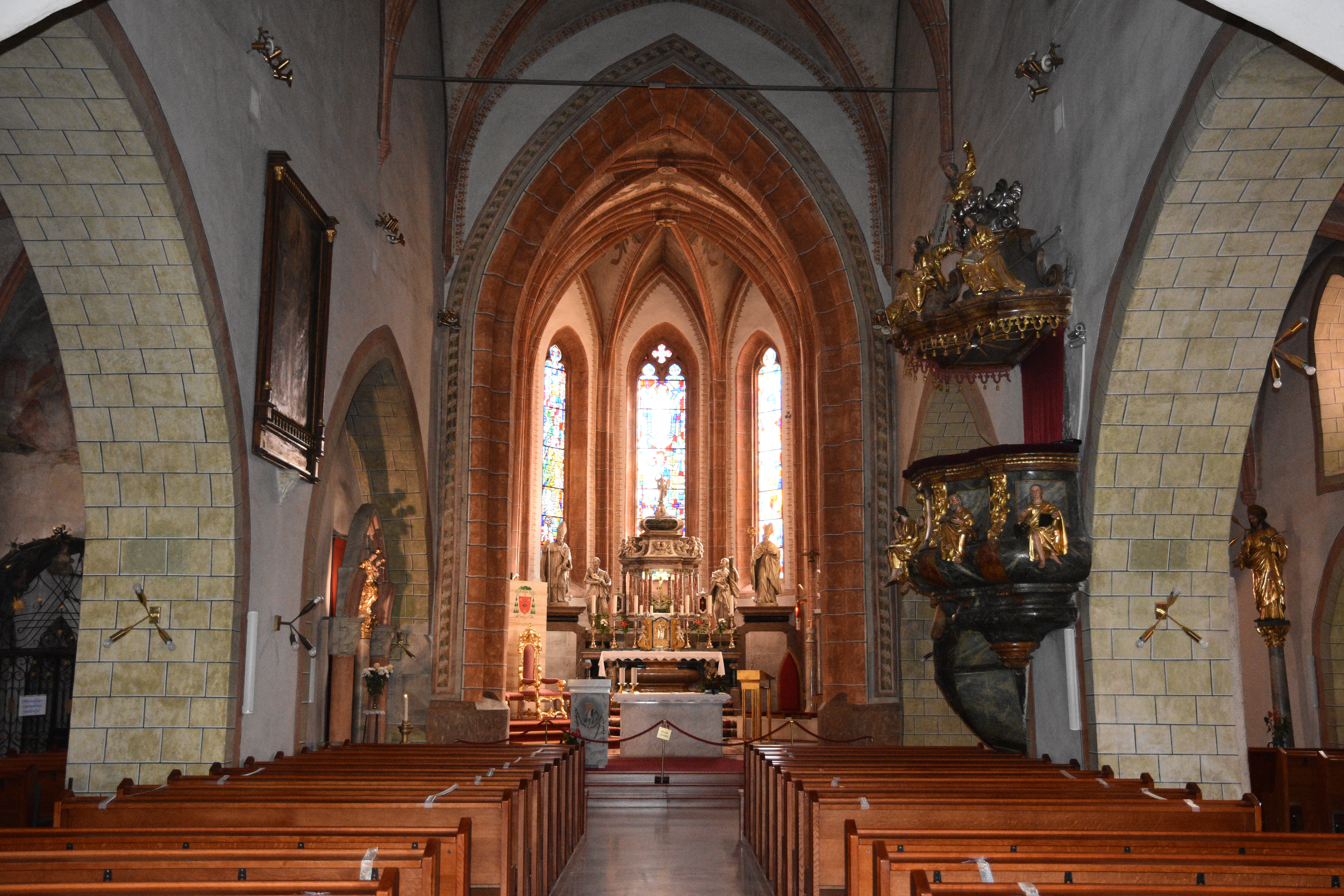
L'intérieur.
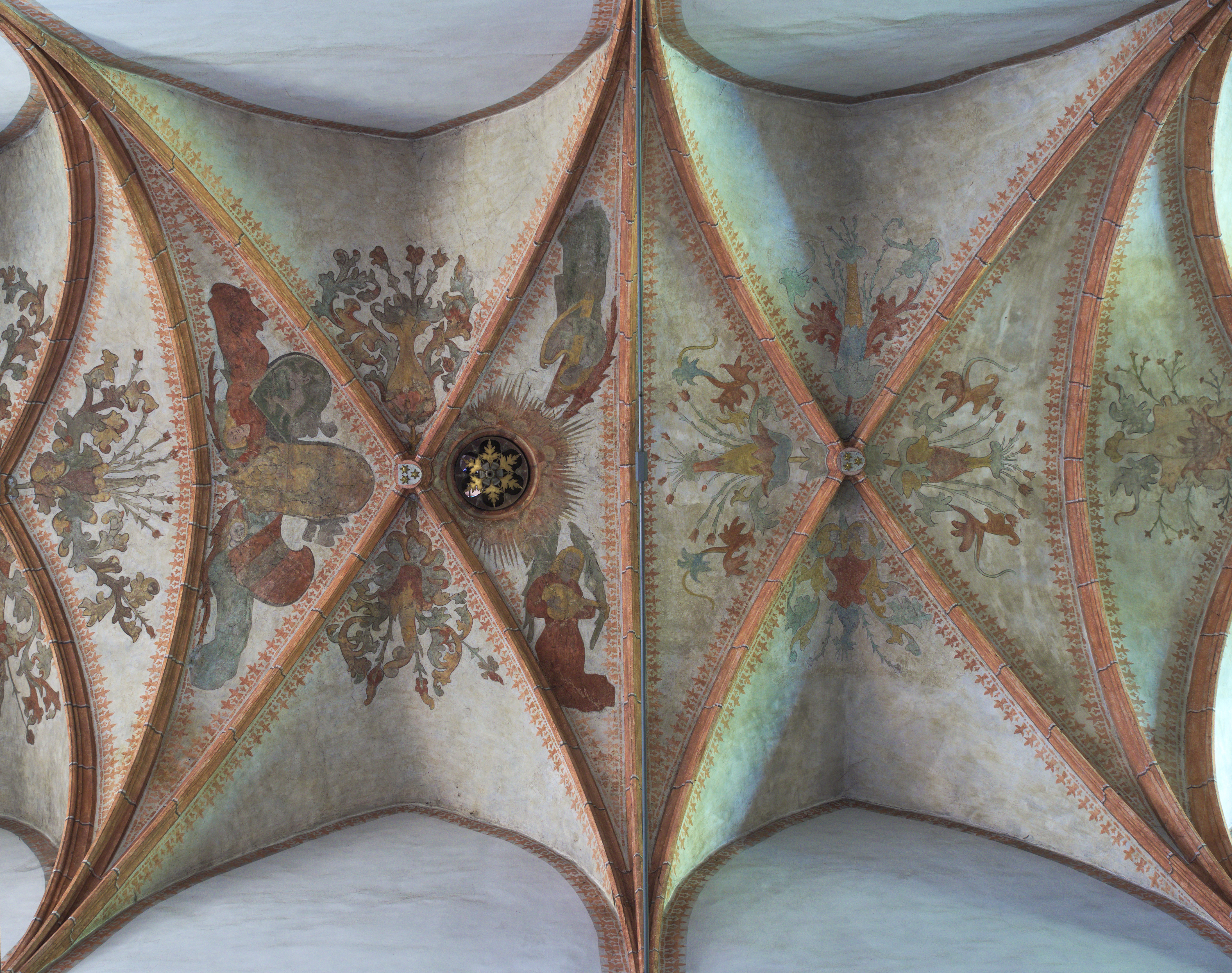
Les fresques du plafond.
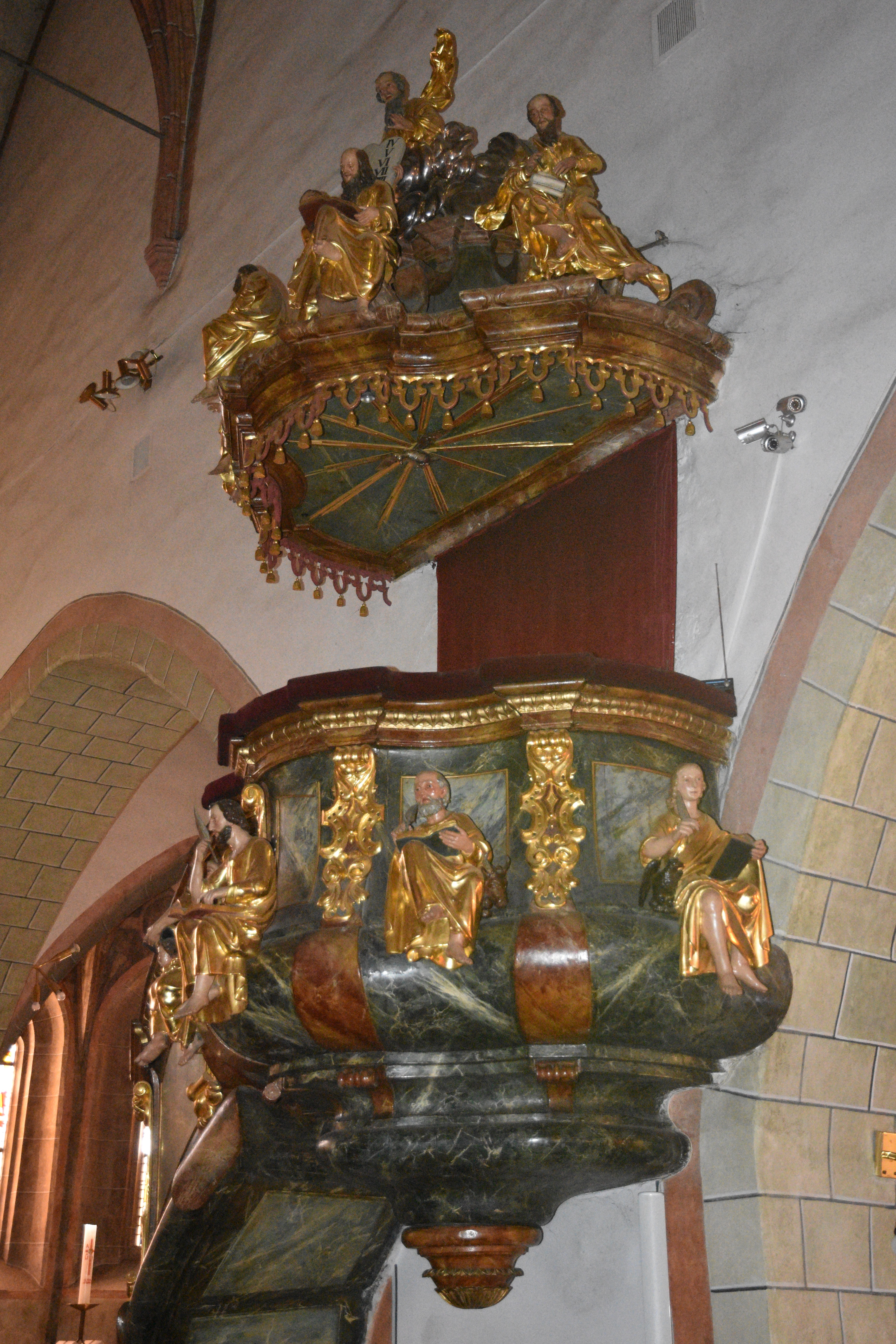
La chaire.